# Österreichisches Archäologisches Institut
L’Österreichisches Archäologisches Institut (Institut archéologique autrichien, souvent désigné par l'abréviation ÖAI ou OeAI) est un institut de l'Académie autrichienne des sciences (ÖAW ou OeAW), menant des recherches archéologiques des civilisations préhistoriques et antiques en Europe centrale et dans la Méditerranée.

## Histoire
L'ÖAI a été fondé en 1898 par le professeur d'archéologie classique Otto Benndorf qui en fut le premier directeur. Le principal chantier de l'institut fut dès cette époque les fouilles d'Éphèse commencées en 1895. Il a en outre ouvert des succursales à Izmir et Athènes, et mené des fouilles archéologiques dans le Péloponnèse, en Autriche même, surtout à Carnuntum.
Après la Première Guerre mondiale l'ÖAI dut réduire ses activités et fermer la succursale d'Izmir. En 1935, il fut rattaché à l'université de Vienne, puis après l'Anschluss en 1938, à l'Institut archéologique allemand.
Après 1945, il reste dans un premier temps rattaché à l'université de Vienne, et connaît un nouveau développement, avec un nouveau chantier au Magdalensberg en Carinthie (1948), la reprise des fouilles à Éphèse en 1955, la réouverture de la succursale athénienne en 1964, et la création d'une nouvelle antenne au Caire en 1973.
En 1981, il est détaché de l'université de Vienne et passe sous la tutelle directe du ministère de la Recherche.
En 2016, le ÖAI est devenu un institut de l'Académie autrichienne des sciences (ÖAW).
En 2021, le ÖAI a fusionné avec les instituts voisins OREA et IKAnt pour former le "nouveau" ÖAI

## Directeurs successifs
- 1898-1907 Otto Benndorf
- 1907–1909 Robert von Schneider
- 1910–1933 Emil Reisch
- 1935–1949 Camillo Praschniker
- 1935-1945 Rudolf Egger
- 1949-1956 Josef Keil
- 1951-1953 Otto Walter
- 1953-1969 Fritz Eichler
- 1969-1985 Hermann Vetters
- 1985-1986 Herma Stiglitz (vice-directrice)
- 1986-1994 Gerhard Langmann
- 1994 Dieter Knibbe (directeur provisoire)
- 1994-2006 Friedrich Krinzinger
- 2007-2009:  Johannes Koder
- 2009 - : Sabine Ladstätter